# Генерал Едуард И. Тотлебен (булевард в София)
„Генерал Едуард И. Тотлебен“, наричан за кратко „Тотлебен“, е основен булевард в София. Наречен е на руския генерал Едуард Тотлебен.
Простира се от Руски паметник (от север) до бул. „Акад. Иван Евстратиев Гешов“ (на юг). Южно от кръстовището с бул. „Акад. Иван Евстратиев Гешов“ започва да се нарича бул. „Цар Борис III“. Бул. „Тотлебен“ и бул. „Цар Борис III“ са част от Европейски път E79 в София.

## Обекти
На бул. „Тотлебен“ или в непосредствена близост до него се намират някои забележителности на София:
- Руски паметник, в северния край на булеварда
- хотел „Родина“, най-високият четиризвезден хотел в града (вдясно на снимката)
- Пирогов, най-големият център за спешна медицинска помощ в България
- Щабът на Министерството на отбраната
- ПГ по машиностроене „Средец“

## Квартали
По булеварда или непосредствено до него са разположени жилищните комплекси „Крива река“ и „Сердика“.